# 坎多事件
坎多事件是在1994年1月18日早晨發生於西班牙加利西亞坎多鄉村的爆炸事件。在這被描述為類似通古斯事件的報告中沒有傷亡。
當地居民聲稱看到天空中出現為期近一分鐘的火球，可能的爆炸地點；聖地亞哥-德孔波斯特拉的大學估計是在山腰上一個未知的圓坑。大約200 m³的土地流失了，樹木也被向小山下移置了100米。
關於爆炸的原因意見分歧。捷克奧德熱幽夫天文台的茲德內克·賽普爾查解釋此一事件可能是地底下的氣爆，突然的爆炸移除了表面的土壤，氣體則洩漏至空中。上升的卷流煙柱造成對流活動，創造出的電荷分離族以點燃氣體，形成類似觀測者所看見的火球。反對方則是隕石理論，也流傳出類似通古斯事件的解釋。當地居民也聲稱它是一顆流星，在西班牙加利西亞區域的天空中有人當時看見滿月大小的物體。總之這神祕事件也成為指向軍事機密或是「外星人活動」陰謀論的沃土。

## 外部連結
- Investigation of a bright flying object over Northwest Spain, 1994 January 18（页面存档备份，存于） Meteoritics & Planetary Science, vol. 33, no. 1, pages 57-64.